# Hombres buenos
Hombres buenos es una novela del escritor español Arturo Pérez-Reverte publicada en el año 2015 por editorial Alfaguara. Narra las peripecias de dos académicos enviados a Francia por la Real Academia Española a finales del siglo XVIII, con la finalidad de adquirir los 28 volúmenes de la Encyclopédie o Dictionnaire raisonné des sciences, des arts et des métiers, enciclopedia francesa editada entre los años 1751 y 1772 bajo la dirección de Denis Diderot y Jean Le Rond d'Alembert. Esta obra era imposible de conseguir en España por formar parte del Índice de libros prohibidos por la Iglesia católica en 1759, debido a que elogiaba a pensadores protestantes, desafiaba el dogma católico, y clasificaba la religión como una rama de la filosofía.

## Argumento

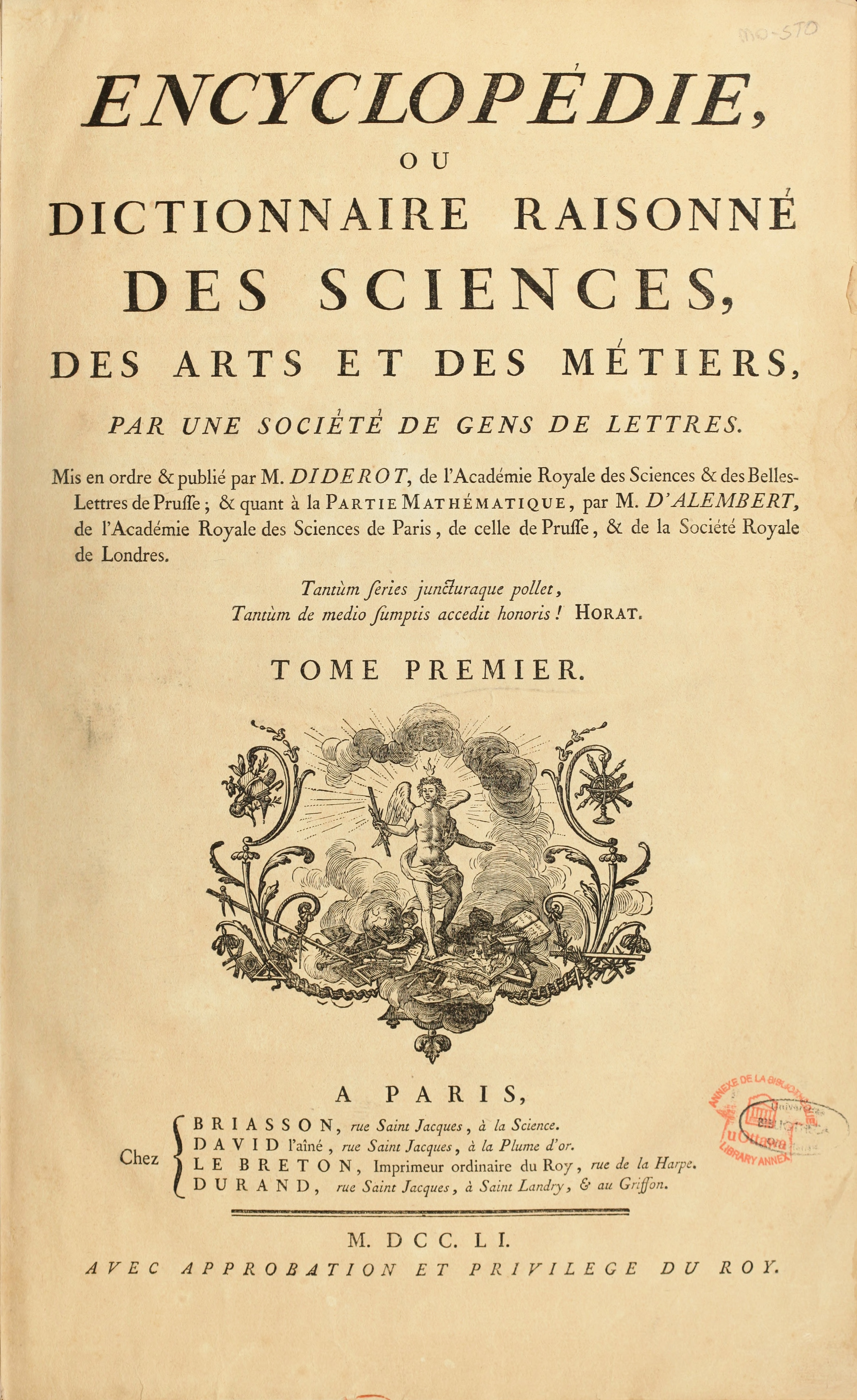
Portada de la Encyclopédie (1751).

Durante el viaje a París para conseguir L'Encyclopédie, los dos protagonistas principales, el bibliotecario Hermógenes Molina y el almirante don Pedro Zárate, han de enfrentarse a diferentes problemas. Sufren el asalto de bandidos durante el viaje de Madrid a París y deben visitar en esa ciudad oscuras librerías donde se venden todo tipo de libros prohibidos, desde las obras de Voltaire y Rousseau, hasta publicaciones pornográficas. A lo largo del relato, ambos protagonistas se van conociendo cada vez más estrechamente y debaten sobre temas en los que tienen diferentes opiniones, conciliando poco a poco sus diferencias y alcanzando finalmente una gran amistad.

## Técnica narrativa
Se alterna el relato del viaje de los dos académicos, con la narración de los motivos que tuvo el autor para realizar la novela y el proceso que siguió para documentarse, visitando los lugares que describe, consultando libros y mapas de la época y entrevistándose con personajes como el académico Francisco Rico. Sin embargo, hay que tener en cuenta que en el texto se mezcla realidad con ficción, por ejemplo se habla de las novelas que ha publicado el autor pero estas se citan con títulos falsos, y se mezclan personajes reales con otros que se describen detalladamente, pero en realidad nunca existieron, aunque están inspirados en hechos y personas reales. La combinación intencionada entre realidad y ficción puede engañar al lector en algún momento de la historia.

## Personajes principales

### Académicos
- Hermógenes Molina, bibliotecario de la Academia.
- Pedro Zárate, brigadier marino retirado al que todos llaman El Almirante.
- Manuel Higueruela. Poeta mediocre y periodista tradicionalista que edita el Censor Literario, cuenta con fuertes apoyos de los sectores reaccionarios, incluyendo la nobleza y el clero. Contrata a Pascual Raposo para evitar que Molina y Zárate traigan la Enciclopedia a España.
- Justo Sánchez Terrón. Ilustrado radical apodado el Catón de Oviedo. Está escribiendo una obra titulada Diccionario de la Razón, y contrata a Raposo junto a Higuerela para evitar que sus lectores descubran que dicha obra no aporta nada que no figurara ya en la Enciclopedia.
- Francisco de Paula Vega de Sella, marqués de Oxinaga, director de la Real Academia Española.

### Otros
- Pascual Raposo, sicario.
- Abate Bringas, personaje de ficción inspirado en el Abate Marchena.[3]
- Madame Dancenis, personaje inspirado en Teresa Cabarrús.

## Personajes actuales que aparecen en la novela
- Pedro J. Ramírez, periodista
- José Antonio González Carrión, almirante y Director del Museo Naval de Madrid.
- María del Carmen Iglesias Cano, condesa de Gisbert, directora de la Real Academia de la Historia.[4]
- Francisco Rico, miembro actual de la Real Academia Española.
- José Manuel Sánchez Ron, físico, historiador de la ciencia y académico de la Real Academia Española.

## Personajes históricos
- Rey Carlos III de España
- Conde de Aranda, embajador de España en Francia.
- Georges-Louis Leclerc de Buffon, naturalista francés.
- Jean-Paul Marat, en el relato es el médico que atiende a uno de los académicos.
- Jean le Rond d'Alembert, matemático, filósofo y enciclopedista francés.
- Benjamin Franklin, político y científico estadounidense.
- Nicolas de Condorcet, matemático y político francés.
- François-André Danican Philidor, considerado uno de los mejores ajedrecistas del siglo XVIII.